# Wojciech Jaruzelski
Wojciech Witold Jaruzelski (uttal:  /'vɔjʨɛx jaru'zɛlski/), född 6 juli 1923 i Kurów i Lublins vojvodskap, död 25 maj 2014 i Warszawa, var en polsk militär (general) och politiker och landets verklige makthavare 1981–89. Han var landets premiärminister 1981–1985 och dess president 1989–1990. Hans tid vid makten präglades av hård repression mot oppositionella och fackföreningen Solidaritet och ett närmast unikt exempel av militärdiktatur inom det kommuniststyrda Östblocket. Mindre kritiska röster gjort gällande att Jaruzelski stabiliserade landet under en mycket kaotisk tid, undvek en sovjetisk invasion lik de i Ungern 1956 och Tjeckoslovakien 1968 samt införde gradvisa reformer som utmynnade i fria val 1989–1990, bland de första bakom den forna Järnridån. 

## Biografi
Jaruzelski härstammade från en adlig familj – hans far, Władysław Mieczysław Jaruzelski, deltog i polsk-ryska kriget 1920, hans farfar, Wojciech Jaruzelski senior, i januariupproret 1863–1864 mot den ryska ockupationen. Vid andra världskrigets början flydde familjen till Litauen den 15 september 1939 och efter det sovjetiska övertagandet av östra Polen blev han och hans familj deporterade till Sibirien. Där fick han arbeta i skogen och skadade synen (därav de mörka glasögonen). I Sibirien efter faderns död mönstrade han och blev skolad (fick en officersutbildning) av de ryska militärerna.
År 1960 blev han chef för arméns politiska avdelning, 1965 chef för generalstaben och från 1968 försvarsminister. Sedan 1971 var han medlem av politbyrån. Den 18 oktober 1981 blev han vald till förste partisekreterare. Vid statskuppen den 13 december 1981 tog han även över rollen som premiärminister och ordförande i WRONA (Militärt råd för nationellt försvar; styrande junta).
Som förstesekreterare i det polska kommunistpartiet införde Jaruzelski undantagstillstånd den 13 december 1981 som ett svar på den fackliga och politiska kamp som Solidaritet förde men också för att förekomma hot om invasion från Sovjetunionen. Jaruzelski var förstesekreterare fram till 1989, därefter var han Polens president fram till 1990 – han avgick frivilligt efter ökat folktryck.

## Efter kommunismens fall
Efter kommunismens fall publicerade Jaruzelski ett antal böcker för att förklara sitt handlande. Han var inte politiskt aktiv mer än genom att delta i debatter och stödja EU-anslutningen och det post-kommunistiska partiet. 31 mars 2006 påbörjades förberedelser för åtal mot Jaruzelski för brott under krigstillståndet 1981, bland annat för frihetsberövanden. Det har också kommit fram komprometterande dokument om att militärerna deltog i förhör av de strejkande, vilket stred mot dåvarande folkrepubliken Polens lagar. 17 april 2007 väcktes åtal mot honom och åtta andra höga samtida ämbetsmän, bland annat förre kommunistpartiledaren Stanisław Kania. Jaruzelski åtalades för "kommunistiska brott" och "att ha lett en väpnad organisation av brottslig karaktär". Jaruzelski riskerade upp till 10 års fängelse. Jaruzelski anförde till sitt försvar att alternativet till krigstillståndet 1981 var en sovjetisk militär inmarsch i landet på samma sätt som i Ungern 1956 och Tjeckoslovakien 1968, vilket skulle ha lett till många dödsoffer. Enligt polska media skulle Michail Gorbatjov ställa sig bakom Jaruzelski i den kommande rättegången. Men på grund av Jaruzelskis hälsotillstånd gick processen långsamt och rättegången sköts upp flera gånger. Den 25 maj 2014 avled Jaruzelski utan att rättegången hann fullföljas och utan att någon dom fallit.

## Utmärkelser
- Kedja av Isabella den katolskas orden,  1989[6]
- Storkorset med kedja av Finlands Vita Ros orden,  17 april 1989[7]
- Medalj för 40-årsjubileet av folkets Polen
- Srebrny Medal „Zasłużonym na Polu Chwały”
- Arbetets baners order, första graden
- Order the Red Banner
- Medalj för 30-årsjubileet av folkets Polen
- Medal for fighting for Berlin
- Guldmedaljen av Orden för nationellt försvar
- Medaljen för seger och frihet 1945
- Medaljen for fortjenester av landets forsvar i bronse
- Medalj "för Warszawa 1939–1945"
- Silvermedaljen av Orden för nationellt försvar
- Storkorsriddare med kedja av Republiken Italiens förtjänstorden
- Jubileumsmedalj ”40-årsdagen av segern i det Stora Fäderneslandkriget 1941-1945”
- Silverkors av Virtuti Militari
- Frälsarens orden
- Officer av Polonia Restituta
- Storkorset av Henrik Sjöfararens orden[8]
- Polens förtjänstkors i silver
- Gullmedaljen for væpnede styrker i fedrelandets tjeneste
- Medalj för polska staten 1000 år
- Bronsmedaljen för väpnade styrkor i fäderneslandets tjänst
- Silvermedaljen för väpnade styrkor i fäderneslandets tjänst
- Jan Krasickis medalj
- Pro Memoria-medaljen
- Medalj "för Oder, Neisse  och Östersjön"
- Oktoberrevolutionsorden
- Karl-Marx-Orden
- Nationella utbildningskommissionens medalj
- Klement Gottwald-orden
- Kommendör av Kronorden
- Medalj ”För segern över Tyskland i det Stora Fäderneslandskriget 1941-1945”
- Röda fanans orden
- Leninorden
- Zjukovmedaljen
- Medalj för stärkande av vapenvänskap
- Medalj för 10-årsjubileet av folkets Polen
- Folkens vänskapsorden
- Officer av Hederslegionen
- Tredje graden av  Grunwaldskorsets orden
- Orden Byggare av Folkets Polen
- Scharnhorstorden
- Jubileumsmedalj "65-årsdagen för segern i det Stora Fäderneslandskriget 1941–1945"
- Jubileumsmedalj "60-årsdagen för segern i det Stora Fäderneslandkriget 1941-1945"
- Jubileumsmedalj "50-årsdagen för segern i det Stora Fäderneslandkriget 1941-1945"
- Medalj "För Warszawas befrielse"
- Medalj "För belägringen av Berlin"
- Riddare av Polonia Restituta

[Redigera Wikidata]